# Blériot-Whippet
Der Blériot-Whippet war ein vierrädriges, britisches Cyclecar, das von 1920 bis 1927 von der Air Navigation & Engineering Company Ltd. in Addlestone (Surrey) hergestellt wurde.
Das auffälligste Detail dieses Wagens war das stufenlose Riemengetriebe nach dem System Zenith-Gradua. Es wurde ursprünglich bei Zenith-Motorrädern eingesetzt. Motorisiert war das Fahrzeug mit einem luftgekühlten 1,0 l-V2-Motor von Blackburne, der 14 bhp (10,3 kW) bei 2000 min−1 leistete. Der Motor war quer (mit hintereinanderliegenden Zylindern) eingebaut. Er wurde von Jones und Marchant mit Wälzlagern an der Kurbelwelle ausgestattet. Alle Räder waren an viertelelliptischen Blattfedern aufgehängt.
1922 wurde das Riemengetriebe durch ein Dreigang-Stirnradgetriebe und Kettenantrieb ersetzt. 1923 wurde dem kettengetriebenen Modell eines mit Kardanantrieb zur Seite gestellt, bei dem der Motor um 90° gedreht war.
Die zweisitzigen, offenen Aufbauten waren aus Sperrholz gefertigt und mit Leder überzogen. Daneben gab es verschiedene Sportversionen. Die Wagen kosteten bei ihrem Erscheinen £ 300 und bis 1924 fiel der Preis auf £ 115.
Insgesamt entstanden einige Hundert Fahrzeuge. Eines davon gehörte auch Alec Issigonis. Heute ist nur noch ein überlebendes Exemplar bekannt.